# Kevin Sepúlveda
Pour les articles homonymes, voir Sepúlveda.
Sepúlveda  Hernández est un nom espagnol. Le premier nom de famille, en général paternel, est Sepúlveda ; le second, en général maternel, souvent omis, est Hernández.
Kevin Sepúlveda Hernández (né le 31 juillet 1993 à Salamina) est un coureur cycliste colombien.

## Biographie
En juillet 2016, il remporte la première étape du Tour du Venezuela,. L'année suivante, il s'impose sur une étape de la Vuelta a la Independencia Nacional, grâce à ses qualités de grimpeur.

## Palmarès et résultats

### Palmarès par année
- 2016
  - 1re étape du Tour du Venezuela
- 2017
  - 4e étape de la Vuelta a la Independencia Nacional

### Classements mondiaux
| Année            | 2016 | 2017 | 2018 |
| ---------------- | ---- | ---- | ---- |
| UCI America Tour | 322e | 181e |      |
| UCI Asia Tour    |      |      | 540e |